# Ryparosa minor
Ryparosa minor är en tvåhjärtbladig växtart som beskrevs av Henry Nicholas Ridley. Ryparosa minor ingår i släktet Ryparosa och familjen Achariaceae. Inga underarter finns listade i Catalogue of Life.